# Anthonij Johannes Guépin
Anthonij Johannes Guépin (Den Helder, 2 mei 1897 - Sint-Truiden (België), 16 augustus 1964) was een Nederlands zeiler en topfunctionaris.
Guépin nam deel aan de Olympische Zomerspelen 1924 waar hij met Joop Carp en Jan Vreede in de Willem VI een bronzen medaille won op de gemengde 6 meter-klasse.
Hij studeerde rechten aan de Rijksuniversiteit Leiden en werkte als advocaat in Amsterdam. In 1924 ging hij bij Philips werken. In 1946 kwam hij in de raad van bestuur en in 1957 in het dagelijks bestuur. In 1963 ging hij met pensioen.    
Joop Carp (stuurman) · 
Johannes Guépin · 
Jan Vreede